# Хвильовий принцип Елліотта

Хвильова теорія Елліотта — математична теорія Ральфа Елліотта про те, що поведінка суспільства або фінансових ринків розвивається і змінюється у вигляді розпізнаваних моделей. Елліотт виділив вісім хвиль, які постійно повторюються — п'ять за трендом і три проти тренду.

## Історія
Теорію хвильового руху ринків висунув у 30-х роках XX століття Ральф Нельсон Елліотт у результаті дослідження графіків коливань на біржових ринках та виявлення того, що ці коливання розвиваються за певною моделлю. Математичною основою теорії Елліотта, за визнанням самого автора, стали так звані числа Фібоначчі — послідовність чисел, відкрита Фібоначчі.
Для моделей, виділених Елліоттом, характерна повторюваність за формою, але не обов'язково за часом або амплітудою. Всього він виявив 13 подібних моделей (хвиль), що постійно виникають у даних про ринкові ціни. Елліотт назвав, визначив і проілюстрував ці моделі. Описав, як пов'язані між собою, вони формують більші за розміром аналоги, які, своєю чергою, формують ті ж самі моделі ще більшого розміру і т. д. Елліотт назвав це явище хвильовим принципом.
В 2008 році, базуючись та теорії Елліотта, американський аналітик Роберт Пректер передбачив стрімке зростання індексу Доу Джонса.
До критиків теорії належить Бенуа Мандельброт, який висловив сумнів в тому, що поведінка фінансових ринків може бути спрогнозовано за допомогою хвильової теорії Елліотта.